# Piotrowo (Tczew)
Piotrowo (niem. Peterhof) – to nieistniejąca już przyfolwarczna wieś kociewska znajdująca się na obszarze dzisiejszych tczewskich osiedli Bajkowe-Piotrowo oraz Suchostrzygi. Piotrowo znajdowało się w rejonie dzisiejszych ulic: Piotrowo, Jagiellońskiej, Rokickiej i generała Władysława Andersa..

## Linki zewnętrzne

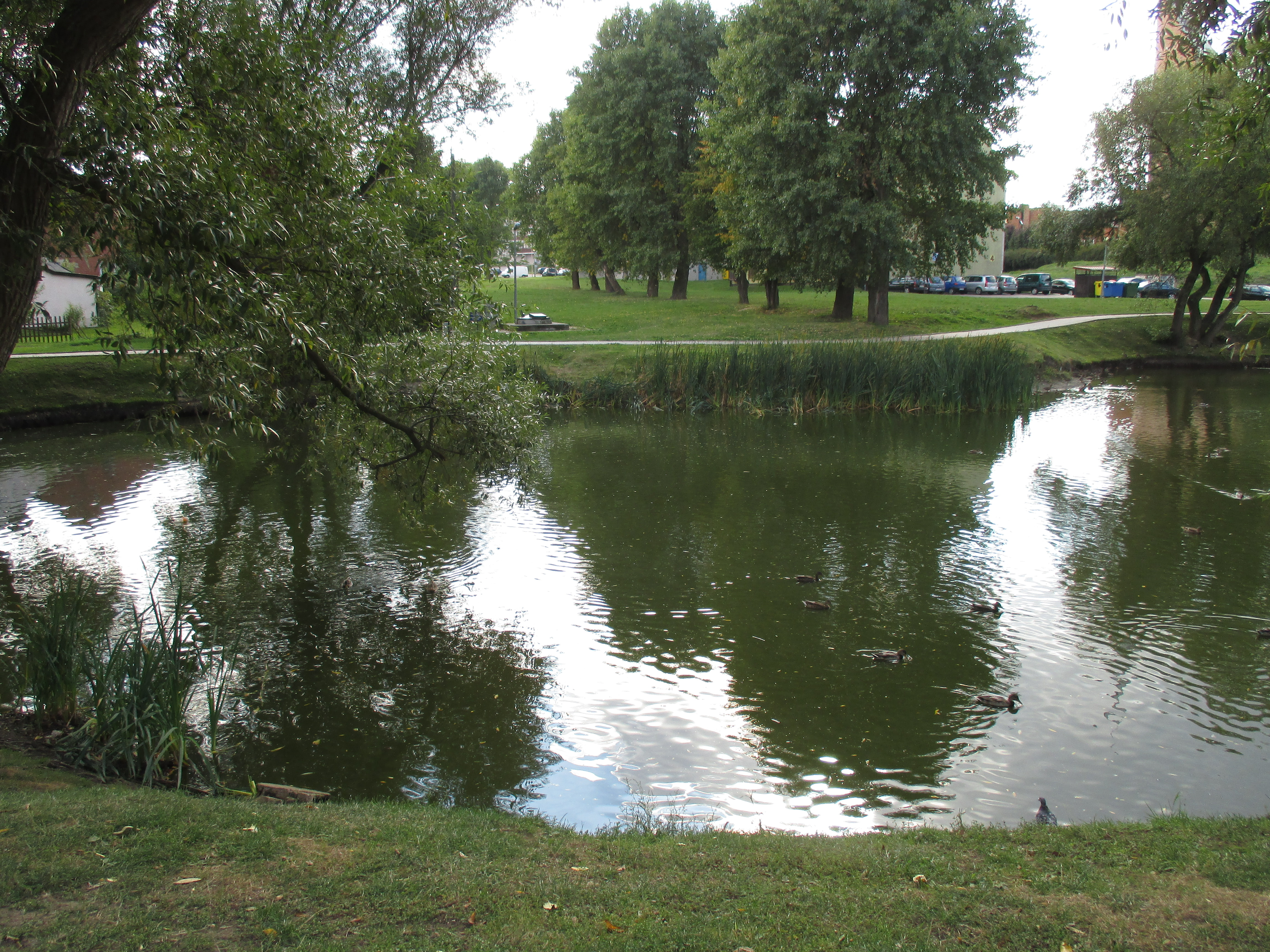
Staw przy ulicy Piotrowo